# Льоррах
 Тази статия е за града в Германия.  За окръга вижте Льоррах (окръг).  
Льоррах (на немски: Lörrach) е град в Югозападна Германия, административен център на окръг Льоррах в провинция Баден-Вюртемберг. Разположен е в долината на река Визе. Населението му е около 49 010 души (2015). Намира на по-малко от 5 км от тройната гранична точка Германия – Франция – Швейцария. Градът е част от Тринационален евродистрикт Базел (т.нар. по-рано Тринационална агломерация Базел) с около 830 000 жители.
Най-големият завод на територията на Льоррах е производителят на шоколад Mondelēz International, и по-широко известен чрез марките Milka и Sushard. Още от далечната 1880 г. в Льоррах се произвежда шоколад, това е също така най-голямата шоколадова фабрика на фирмата Mondelez за Европа. Модерното оборудване на фабриката произвежда до 3 милиона шоколадови блокчета на ден.

## Климат
Льоррах има, поради особеното си географско разположение, предимно мек, през лятото дори горещ климат. Регионът се счита за най-топлия район на Германия, понеже от Ронската низина през Бургундската порта протичат средиземноморски течения. Според данни на Немския институт по метеорология за годините от 1961 до 1990 средната продължителност на слънчевото греене за района е 1700 часа на година, което, сравнено с останалите райони на Германия, (средна стойност за цяла Германия 1541 часа) лежи в горните 1/3. Многото слънчеви дни за този югозападен регион му спечелват прякора „немската Тоскана“. През зимата в Льоррах обичайно липсва сняг или присъства по изключение много тънка снежна покривка.